# Аффидевит

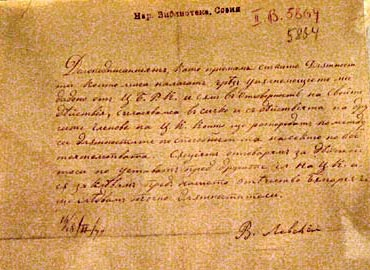
Аффидевит Василя Левского, 16 июня 1872, Бухарест, Румыния

Аффиде́вит (англ. affidavit, от лат. affido — «клятвенно удостоверяю») — в праве Великобритании и США письменное показание или заявление лица, выступающего в роли свидетеля, которое, при невозможности (затруднительности) его личной явки, даётся под присягой и удостоверяется нотариусом или иным уполномоченным должностным лицом.
Документ представляется в суд, в ведении которого будет рассмотрение изложенных фактов. В документе указываются данные, которые точно определяют лицо, которое даёт показания, указываются его имя, фамилия и место жительства. Затем излагаются фактические обстоятельства, которым был свидетелем дающий показания без каких-либо дополнительных оценок, заключений и выводов. Последние возможны в том случае, если свидетель не способен ничего сообщить о фактическом положении дела. Лицо, давшее показания, собственноручно подписывает протокол, который затем передаётся уполномоченному судебному должностному лицу, которое также отмечает обстоятельства (кем, где, когда и в чьём присутствии была принесена присяга), при которых был составлен аффидевит, и подкрепляется принесённой в его присутствии присягой. Аффидевит имеет частое использование в морском судопроизводстве, а присяга обычно приносится в присутствии консула.